# Alana Cook
Alana Simone Cook (Worcester, Massachusetts, Estados Unidos, 11 de abril de 1997) es una futbolista estadounidense. Juega de defensa en el Kansas City Current de la National Women's Soccer League de Estados Unidos. Es internacional absoluta por la selección de Estados Unidos desde 2019.

## Trayectoria

### Universidad
Cook asistió a la Universidad Stanford entre 2015 y 2018 donde se graduó en Lingüística computacional. Jugó cuatro años para el equipo de fútbol de Stanford Cardinal, donde fue la capitana en sus últimas dos temporadas. Fue nombrada defensa del año de la Pacific-12 Conference y semifinalista del Hermann Trophy en 2018.

### París Saint-Germain
En enero de 2019 Cook fichó por el París Saint-Germain de la Division 1 de Francia.

#### Préstamo al OL Reign
El 16 de junio de 2020 fue enviada a préstamo al OL Reign de la NWSL.

### Kansas City Current
El 22 de julio de 2024, firmó en el Kansas City Current.

## Selección nacional
Cook fue internacional a nivel juvenil por los Estados Unidos.
Además de Estados Unidios, Cook puede representar internacionalmente a Inglaterra ya que su padre es británico. Fue citada a un entrenamiento de la selección de Inglaterra en septiembre de 2019.
Recibió su primer llamado a la selección de Estados Unidos el 31 de octubre de 2019. Debutó por Estados Unidos el 11 de noviembre de 2019 en la victoria por 6-0 sobre Costa Rica.

## Estadísticas
Actualizado al último partido disputado el 19 de julio de 2020.
| OL Reign Estados Unidos |               |               |   |   |   |   |   |   |   |    |    |   |
| 1.ª | 2020          | -             | - | - | - | - | - | 4 | 0 | 4  | 0  |   |
| Total club | Total club    | 0             | 0 | 0 | 0 | 0 | 0 | 4 | 0 | 4  | 0  |   |
| París Saint-Germain Francia |               |               |   |   |   |   |   |   |   |    |    |   |
| 1.ª | 2018-19       | 3             | 0 | 0 | 0 | 1 | 0 | - | - | 4  | 0  |   |
| 1.ª | 2019-20       | 5             | 0 | 2 | 0 | 4 | 0 | 0 | 0 | 11 | 0  |   |
| Total club | Total club    | 8             | 0 | 2 | 0 | 5 | 0 | 0 | 0 | 15 | 0  |   |
| Total carrera | Total carrera | Total carrera | 8 | 0 | 2 | 0 | 5 | 0 | 4 | 0  | 19 | 0 |
| (1) Incluye datos de la Copa de Francia (2) Incluye datos de la Liga de Campeones Femenina de la UEFA (3) Incluye datos del NWSL Challenge Cup 2020 |               |               |   |   |   |   |   |   |   |    |    |   |

## Palmarés

### Títulos nacionales
| Título              | Club                | País    | Año     |
| ------------------- | ------------------- | ------- | ------- |
| Division 1 Féminine | París Saint-Germain | Francia | 2020-21 |